# Euptychia picea
Espèce
 Euptychia picea est une  espèce de papillons de la famille des Nymphalidae et de la sous-famille des Satyrinae et du genre Euptychia.

## Dénomination
Euptychia picea a été décrit par Arthur Gardiner Butler en  1867.

## Description
Euptychia picea est un papillon d'une envergure d'environ 30 mm au dessus marron rayé de marron foncé avec des ocelles bien visibles, un à l'apex des ailes antérieures et aux ailes postérieures celui proche de l'angle anal et celui proche de l'apex.
Le revers est plus clair, ocre foncé rayé de cuivré avec à l'apex des ailes antérieures deux ocelles un gros et un petit et aux ailes postérieures deux gros ocelles noirs et pupillés, un proche de l'angle anal et un proche de l'apex.

## Biologie

### Plantes hôtes
Les plantes hôtes de sa chenille sont des Selaginella comme pour les autres Euptychia connus.

## Écologie et distribution
Euptychia picea est présent au Brésil, au Pérou et au Surinam.

### Protection
Pas de statut de protection particulier